# Rudgea palicoureoides
Rudgea palicoureoides là một loài thực vật có hoa trong họ Thiến thảo. Loài này được (Mart.) Müll.Arg. miêu tả khoa học đầu tiên năm 1876.